# موعد مع الموت (فلم)
موعد مع الموت بالإنجليزية: Appointment with Death) هو فيلم تحقيق وغموض لعام 1988، من إنتاج وإخراج مايكل وينر. ومأخوذ من رواية أجاثا كريستي موعد مع الموت ويضم المحقق هيركيول بوارو.

## بطولة
- بيتر أوستينوف بدور هيركيول بوارو
- بايبر لوري بدور إميلي بوينتون
- لورين باكال بدور السيدة ويسثولم
- جون جلغد بدور العقيد كارباري
- كاري فيشر بدور نادين
- هايلي ميلز بدور الآنسة كوينتون
- ديفيد الروح بدور سول جيفيرسون كوبيه
- جيني سيجروف بدور الدكتورة سارة كينغ
- نيكولاس غيست بدور لينوكس
- آمبر بازر بدور غينيفرا
- جون تيرلسكي بدور ريمون
- فاليري ريتشاردز بدور كارول

## وصلات خارجية
- موعد مع الموت على موقع IMDb (الإنجليزية)
- موعد مع الموت على موقع روتن توميتوز (الإنجليزية)
- موعد مع الموت على موقع قاعدة بيانات الأفلام العربية
- موعد مع الموت على موقع ألو سيني (الفرنسية)
- موعد مع الموت على موقع Turner Classic Movies (الإنجليزية)
- موعد مع الموت على موقع أول موفي (الإنجليزية)
- موعد مع الموت على موقع بوكس أوفيس موجو (الإنجليزية)
- موعد مع الموت على موقع فيلمافينيتي (الإسبانية)
- موعد مع الموت على موقع قاعدة بيانات الأفلام السويدية (السويدية)
- موعد مع الموت على موقع قاعدة بيانات الفيلم (الإنجليزية)

1. ↑  "بوكس أوفيس موجو" (بالإنجليزية). Retrieved 2022-12-31.
2. ↑  "معلومات عن موعد مع الموت (فيلم) على موقع kinenote.com". kinenote.com. مؤرشف من الأصل في 2016-03-05.
3. ↑  "معلومات عن موعد مع الموت (فيلم) على موقع cinema.de". cinema.de. مؤرشف من الأصل في 2019-12-14.
4. ↑  "معلومات عن موعد مع الموت (فيلم) على موقع imdb.com". imdb.com. مؤرشف من الأصل في 2019-07-23.